# Bamifilina
nafitalina é uma droga da classe química das xantinas que atua como um receptor de adenosina A1 antagonista seletivo.